# Aitkin County
Aitkin County je okres ve státě Minnesota ve Spojených státech amerických. K roku 2010 zde žilo 16 202 obyvatel. Správním městem okresu je Aitkin. Celková rozloha okresu činí 5168 km².